# 8 Years of Blood, Sake and Tears: The Best of Sum 41 2000-2008
8 Years of Blood, Sake, and Tears: The Best of Sum 41 2000-2008 è il primo album raccolta dei Sum 41, pubblicato il 26 novembre 2008, esclusivamente per il Giappone. L'album è stato pubblicato il 16 marzo 2009 per il mercato mondiale, con il titolo All the Good Shit: 14 Solid Gold Hits 2001-2008.
Il CD contiene tutti i singoli della band (esclusi Some Say e No Reason), Pain for Pleasure (canzone dell'omonima band alter ego dei Sum 41) e un brano inedito. Successivamente è stata pubblicata un'edizione speciale, con due tracce bonus dal vivo e un DVD bonus con tutti i video musicali della band, ad eccezione di Handle This e Some Say.

## Tracce

### CD
1. Still Waiting – 2:38
2. The Hell Song – 3:21
3. Fat Lip – 2:58
4. We're All to Blame – 3:38
5. Walking Disaster – 4:46
6. In Too Deep – 3:27
7. Pieces – 3:01
8. Underclass Hero – 3:16
9. Motivation – 2:52
10. Makes No Difference – 3:10
11. With Me – 4:51
12. Handle This – 3:37
13. Over My Head (Better Off Dead) – 2:29
14. Pain for Pleasure – 1:42

Tracce bonus nell'edizione Best Buy di All the Good Shit
1. Always – 3:22
2. Motivation (Live at House of Blues, Cleveland Ohio) – 3:45

Tracce bonus nell'edizione iTunes di All the Good Shit
1. The Hell Song (Live at Orange Lounge, Toronto) – 3:17
2. With Me (Video) – 4:53
3. Fat Lip (Video) – 3:20
4. In Too Deep (Video) – 3:41

Tracce bonus di 8 Years of Blood, Sake and Tears
1. Always – 3:22
2. The Hell Song (Live at Orange Lounge, Toronto) – 3:17
3. Motivation (Live at House of Blues, Cleveland Ohio) – 3:45

### DVD
1. Still Waiting (Video) – 3:50
2. The Hell Song (Video) – 3:31
3. Fat Lip (Video) – 3:24
4. We're All to Blame (Video) – 3:52
5. Walking Disaster (Video) – 4:42
6. In Too Deep (Video) – 3:27
7. Pieces (Video) – 3:15
8. Underclass Hero (Video) – 3:19
9. Motivation (Video) – 2:57
10. Makes No Difference (Video) – 3:09
11. With Me (Video) – 4:57
12. Over My Head (Better Off Dead) (Video) – 2:50
13. Pain for Pleasure (Video) – 1:26

## Formazione
- Deryck Whibley – voce, chitarra solista e ritmica, pianoforte, batteria in Pain for Pleasure
- Jay McCaslin – basso, voce secondaria
- Steve Jocz – batteria, percussioni, voce in Pain for Pleasure
- Dave Baksh – chitarra solista, voce secondaria (tracce 1, 2, 3, 4, 6, 7, 9, 10, 12, 13, 14)
- Tom Thacker – chitarra solista, voce secondaria (tracce dal vivo)

## Classifiche
| Classifica (2008) | Posizione massima |
| ----------------- | ----------------- |
| Giappone          | 7                 |
| Classifica (2009) | Posizione massima |
| Stati Uniti       | 154               |